# Talatat

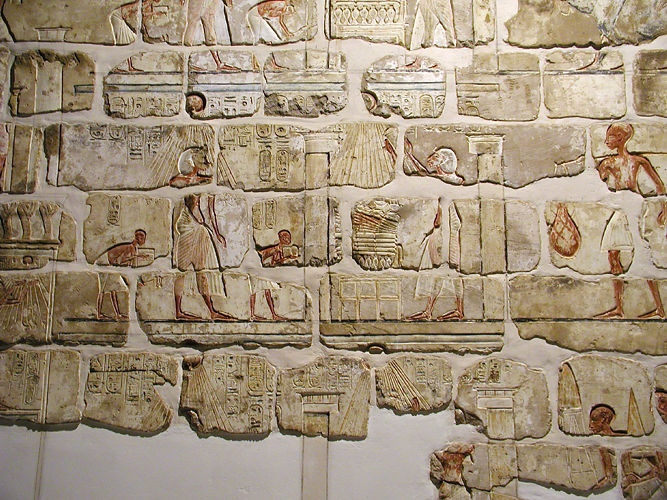
Talatats reconstruidos del Gempaaten.

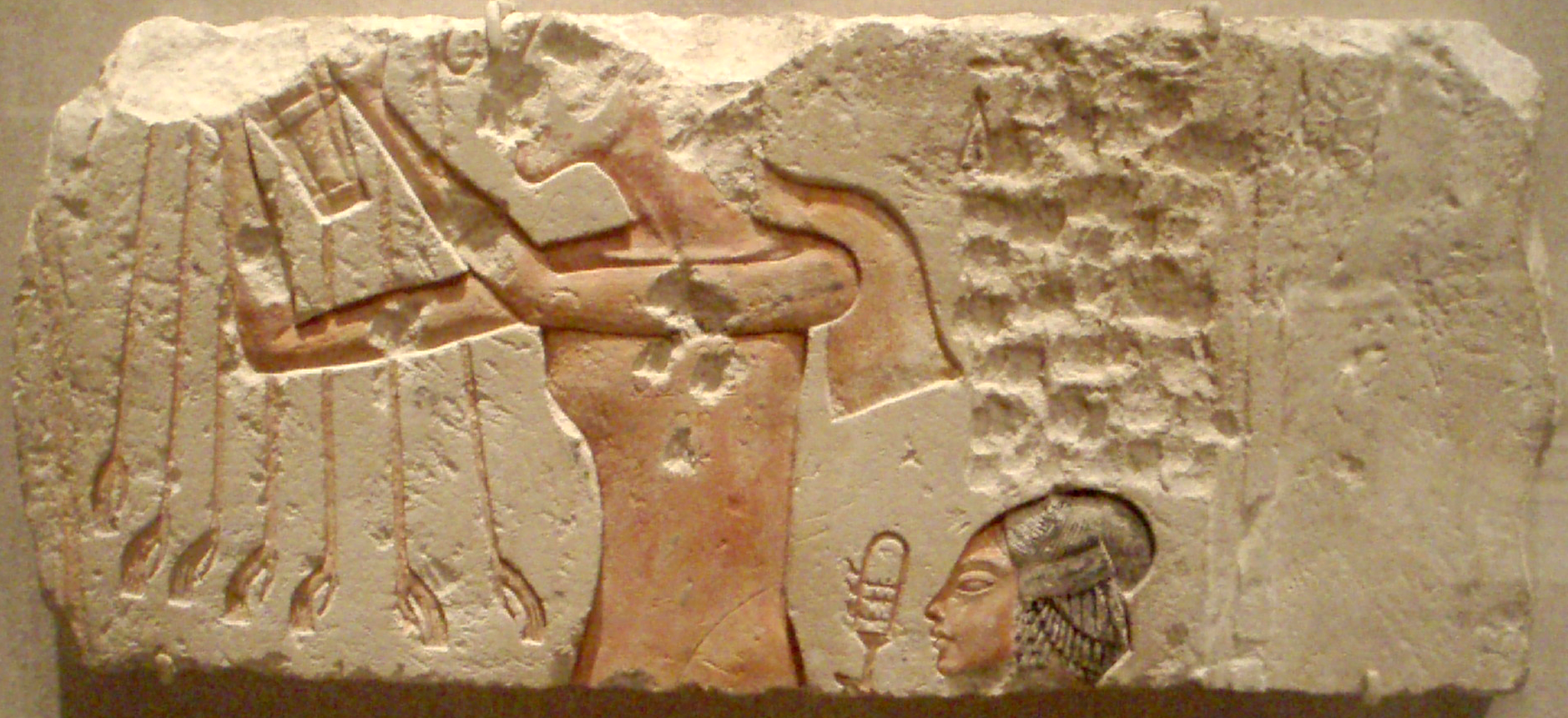
Talatat con Ajenatón y una de sus hijas haciendo una ofrenda al Atón. Brooklyn Museum.

Un talatat es un bloque de piedra arenisca de tamaño normalizado que fue utilizado durante el reinado de Ajenatón en la construcción de los templos de Atón en Karnak y Ajetatón y otros edificios de la actual Tell el-Amarna. Cada talatat mide idealmente 1 codo real egipcio de largo X ½ codo real de ancho X ½ codo real de alto. El codo real equivale a 52,36 - 52,64 cm.
Su tamaño estándar y su reducido peso hacía que fuera más fácil de transportar y hacía la construcción más eficiente. Su uso pudo haber comenzado en el segundo año del reinado de Ajenatón. Después del Período de Amarna, se abandonó la construcción con talatats (o talatates), aparentemente por no haber resistido la prueba del tiempo.

## Talatats de Amenhotep IV
Los talatats utilizados en el Templo de Amenhotep IV en Karnak y en otros templos dedicados al Atón y otros edificios desmantelados, fueron reutilizados por Horemheb y Ramsés II como material de relleno para la construcción de pilonos y como cimiento para otros grandes edificios. La Gran Sala Hipóstila en Karnak se construyó con miles de talatats, lo mismo que los pilonos segundo y noveno, de donde se han recuperados los mejor conservados. Los bloques decorados se han fotografiado y las escenas que representan se han reconstruido. Se pueden observar relieves de Ajenatón, Nefertiti y sus hijas, temas florales y escenas de la vida cotidiana con gestos y actitudes tomados del natural, todo con una técnica, a menudo, tosca pero con tendencia realista, siguiendo el estilo amarniense.

## Etimología
El origen del término talatat está en discusión. Para unos es un bloque de "tres" palmos (derivado del árabe, talata, "tres") que fue introducido en el lenguaje arqueológico por el egiptólogo H. Chevrier. Otros piensan que puede derivarse del italiano tagliata, corte de mampostería.

## Galería de imágenes

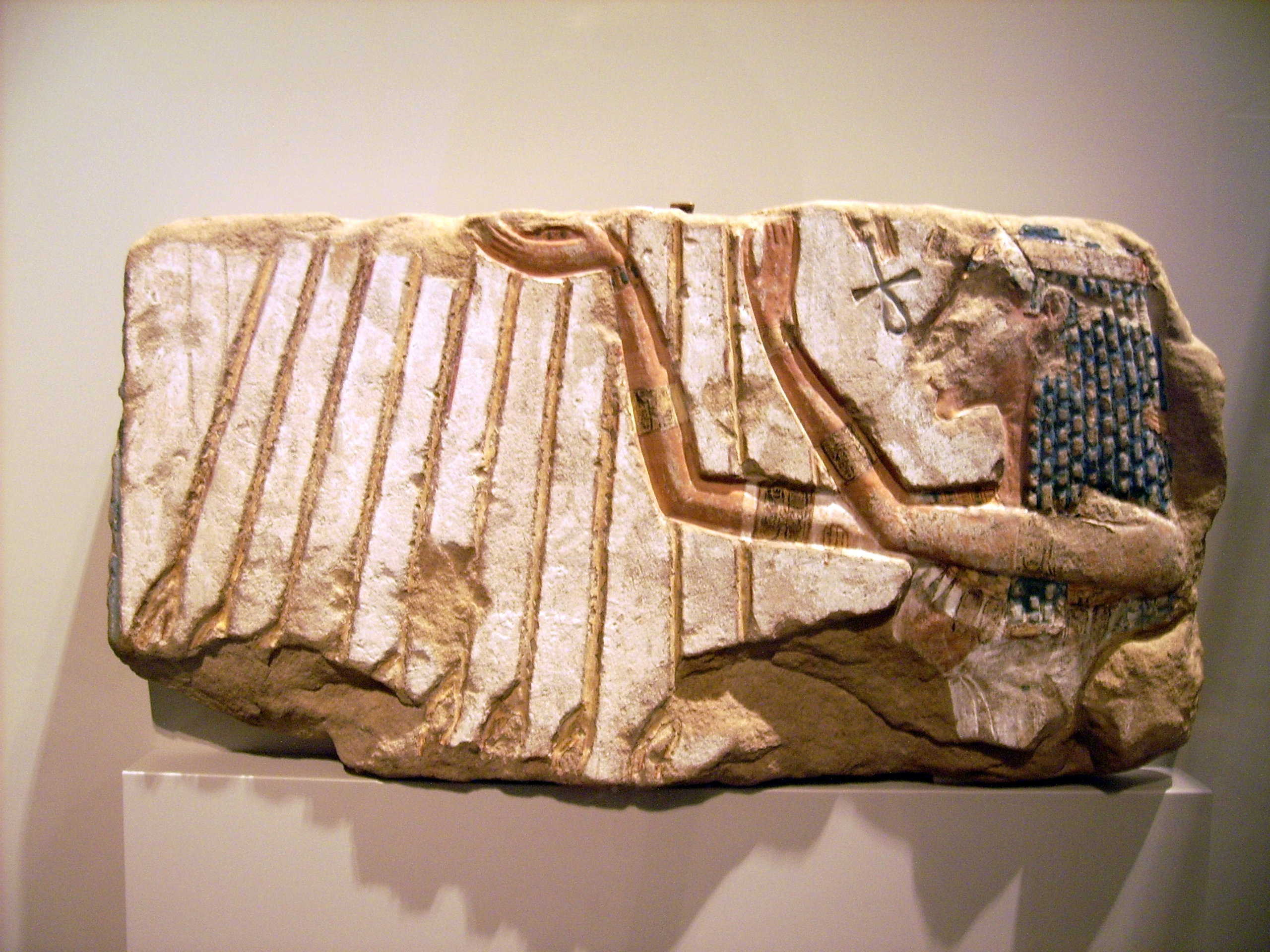
Talatat con Nefertiti adorando al Atón. Ägyptisches Museum Berlin.
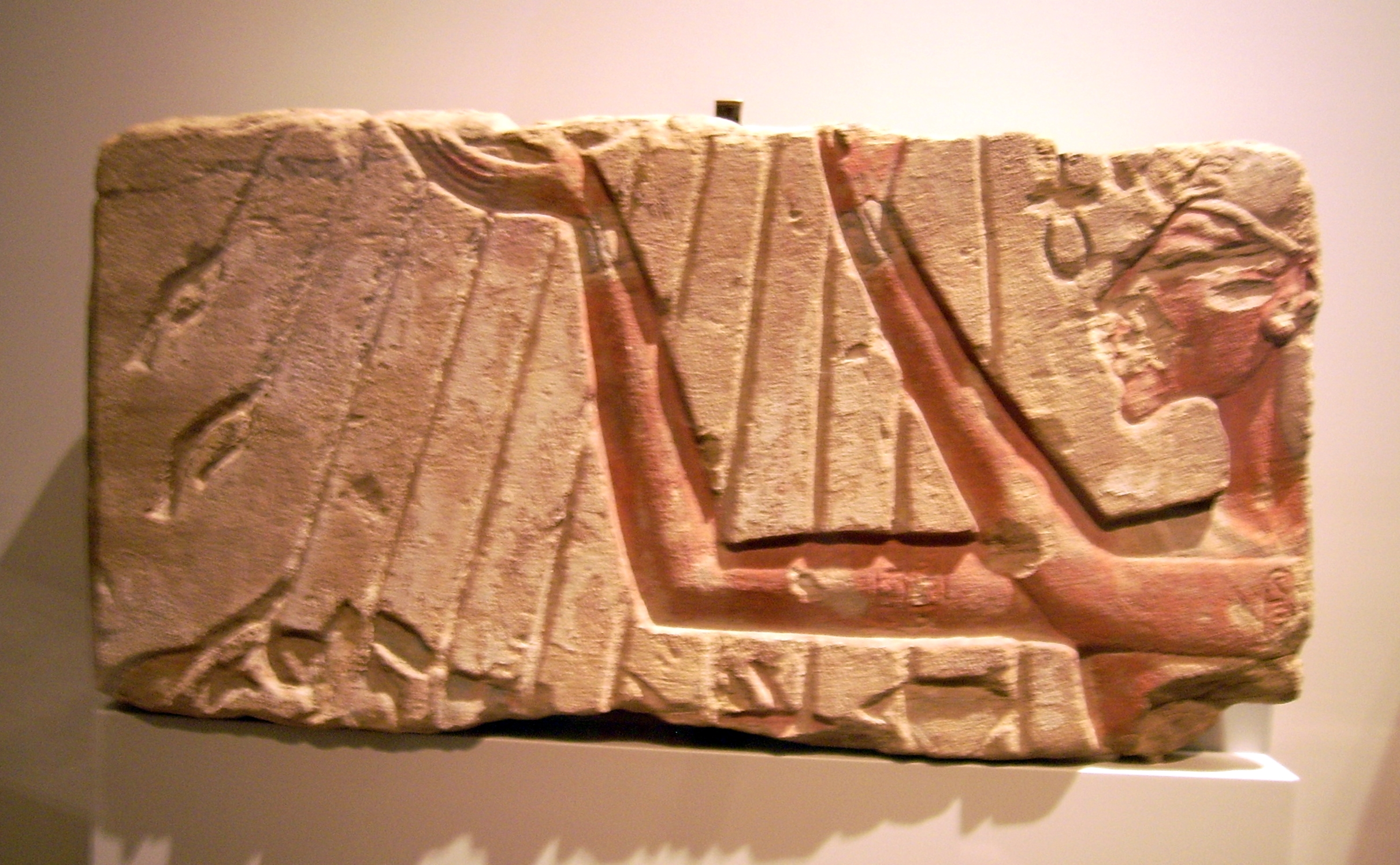
Ajenatón adorando al Atón. Ägyptisches Museum Berlin.
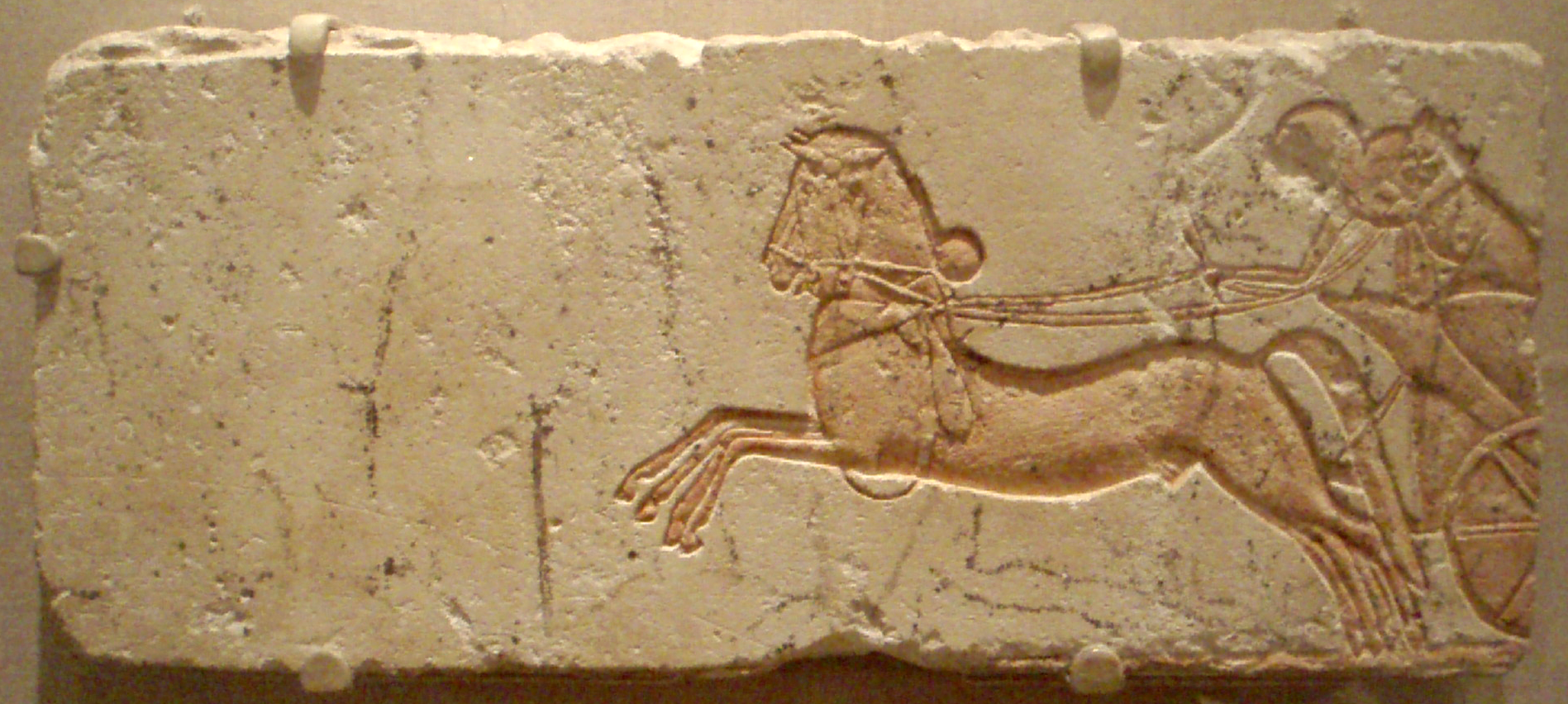
Talatat con escena de carros. Ägyptisches Museum Berlin.
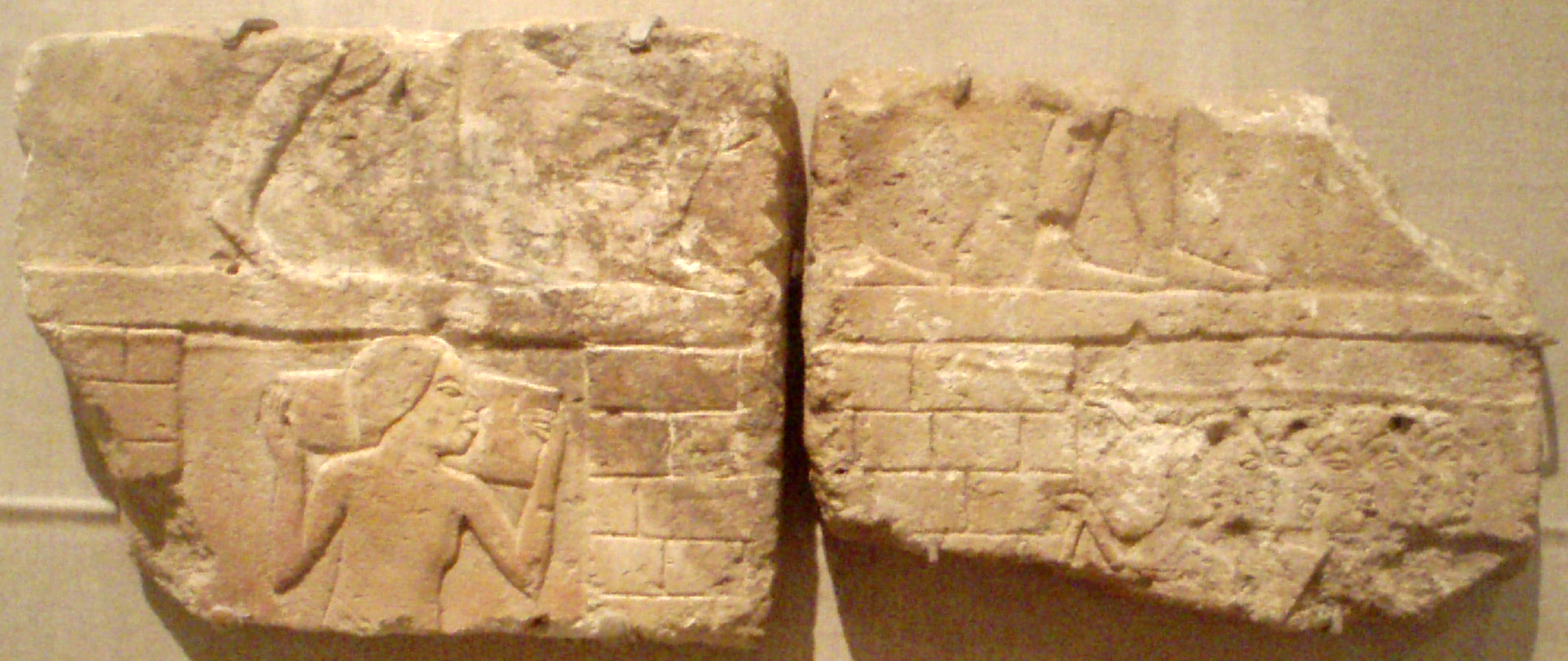
Muchos talatats presentan escenas que adornaron en su momento los templos y ciudades amarnienses. Brooklyn Museum.
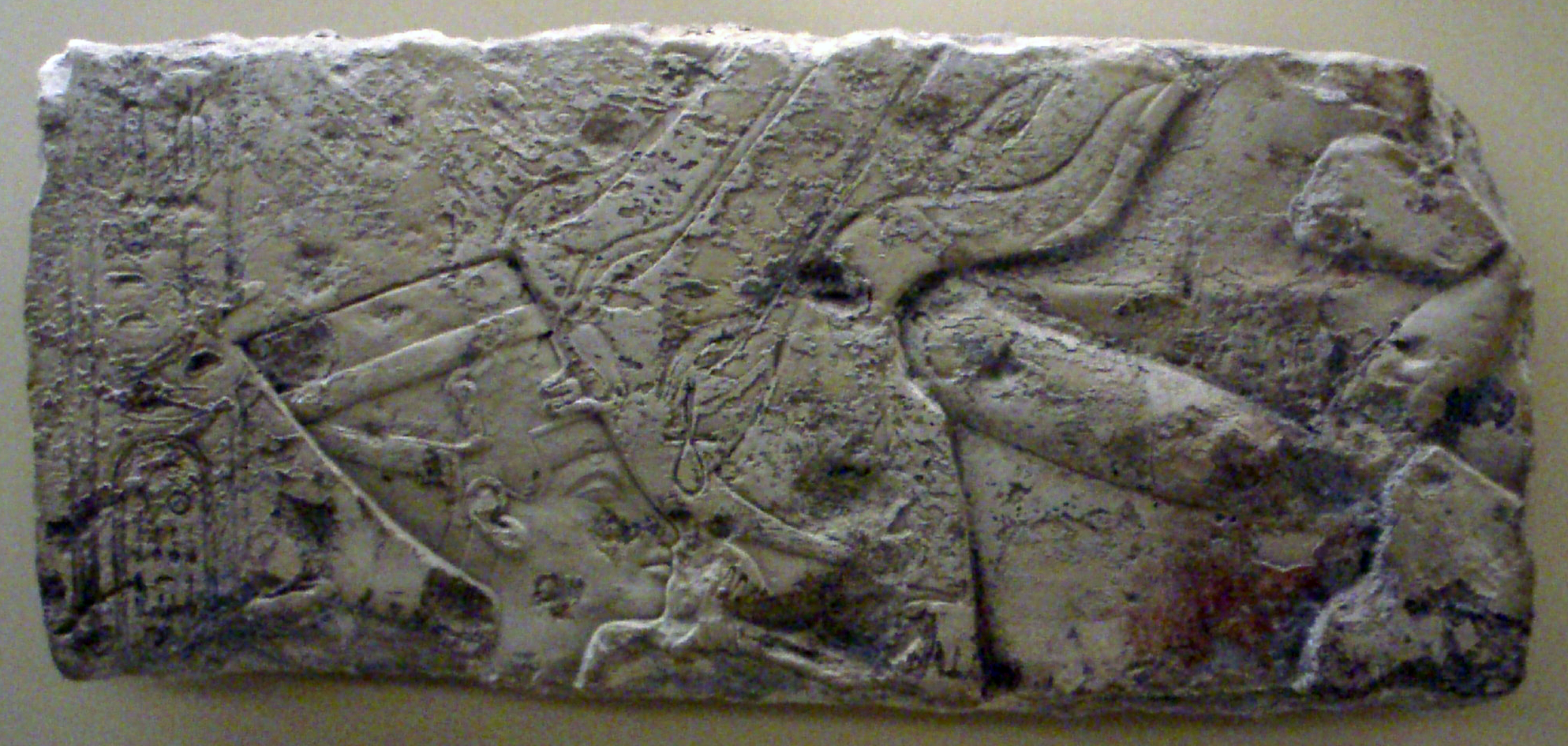
Nefertiti y Ajenatón adorando al Atón. Royal Ontario Museum.